# Erucaria
Erucaria é um género botânico pertencente à família Brassicaceae.